# Vikens skeppsvarv
Denna artikel handlar om Vikens varv i Viken i Skåne. För Vikens varv i Göteborg, se Vikens varv, Göteborg
Vikens skeppsvarv var ett varv i Viken i Skåne, som grundades 1890 av Janne Hagerman (född 1869). Det byggde segelfartyg mellan 1890 och 1918.  Mellan 1922 och slutet av 1970-talet utfördes mest reparationer och underhåll, men byggdes också mindre båtar som livbåtar, fiskebåtar och fritidsbåtar. 

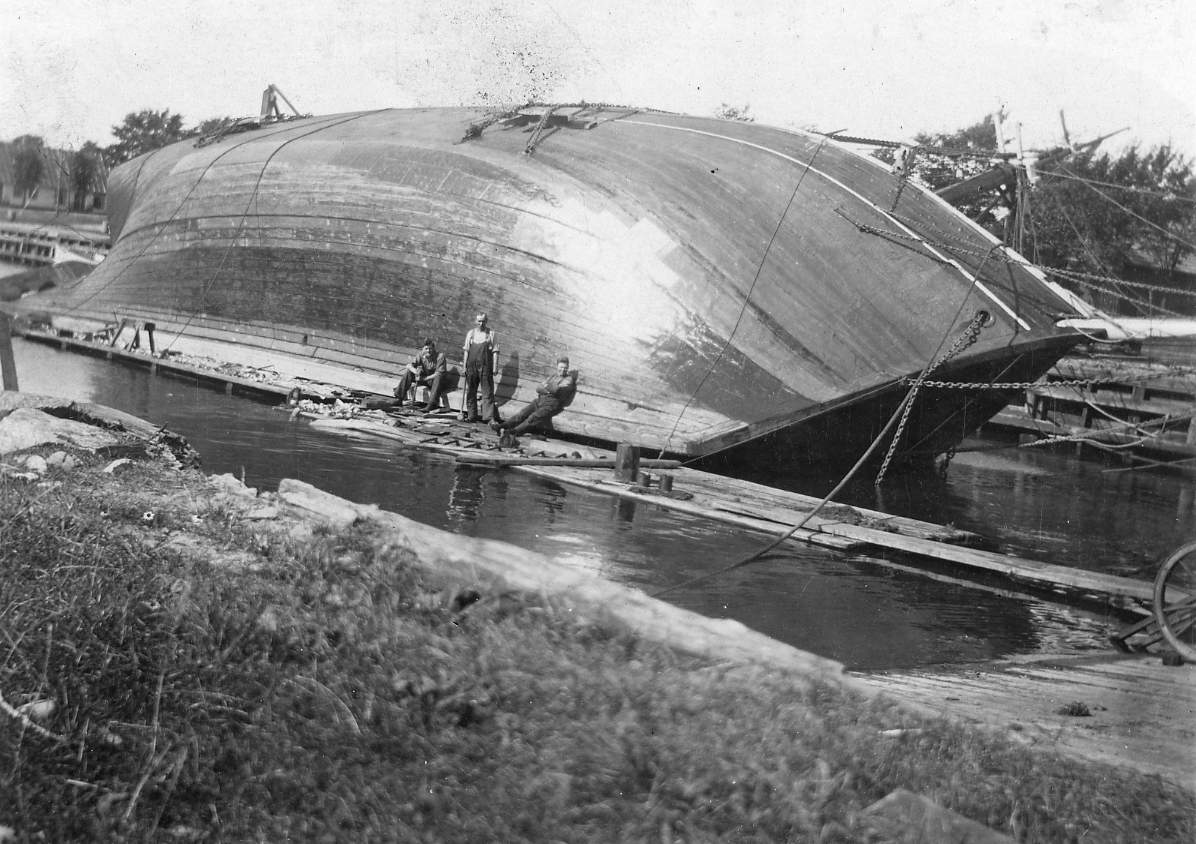
Kölhalning av segelfartyg på Vikens varv 1925.

Vikens varv låg i hamnen i Viken. Innan det startade sin verksamhet, hade det byggts segelfartyg på stranden, bland annat av Janne Jagermans far Jöns Andersson Hagerman vid det så kallade "Skudehaget" på fäladen norr om byn.
Varvet förvärvades av Gordon Witting och Anders Arvidsson Lydström (född 1901) ett par år efter första världskriget. Gordon Witting lämnade hamnen 1928 för att ta över ledningen av Halmstads varv. Anders Arvidsson Lydström drev varvet till slutet av 1970-talet. 
Därefter gjordes inga nybyggen. Varvet skiftade ägare och inriktning flera gånger. Så småningom togs slipen bort och upphörde verksamheten.

## Byggda båtar i urval
- 1891 Wetsera
- 1899 Galeasen Amalia
- 1909 Skonaren Vega
- 1907 (?) Räddningsfartyget Wilhelm R. Lundgren I
- 1920 Räddningskryssaren Wilhelm R. Lundgren II